# Diego León Osório
Diego León Osório   (Medellín, 21 de juliol de 1970) és un exfutbolista colombià de la dècada de 1990.
Fou 17 cops internacional amb la selecció de Colòmbia.
Pel que fa a clubs, defensà els colors de Atlético Nacional.